# 杉山藤次郎
杉山 藤次郎（すぎやま とうじろう）は明治時代に活躍した小説家。

## 概要
1880年代の短期間に冒険小説や現在でいう歴史改変SFの数々の作品を執筆していた。長らく忘れ去られていたが、近年、再評価の機運が高まりつつある。

## 小説
- 『泰西政治学者列伝』鶴声社、1882年5月。NDLJP:777253
- 『政談学術演説討論種本』三友堂、1883年12月。NDLJP:861848
- 『黄金世界新説』今古堂、1884年3月。NDLJP:798405
- 『拿破崙軍談』前橋書店、1886年。NDLJP:881778
- 『豊臣再興記: 仮年偉業』自由閣、1887年12月。NDLJP:881719
- 『午睡の夢: 軍書狂夫』金桜堂、1887年5月。NDLJP:881948
- 『智将奇計鑑: 和漢古戦』東京屋、1887年11月。NDLJP:903504
- 『通俗那波列翁軍記』望月誠、1887年5月。NDLJP:776801